# (15871) 1996 QX1
(15871) 1996 QX1 es un asteroide perteneciente al cinturón de asteroides, región del sistema solar que se encuentra entre las órbitas de Marte y Júpiter, descubierto el 24 de agosto de 1996 por Seiji Ueda y el astrónomo Hiroshi Kaneda desde el Kushiro Marsh Observatory, Hokkaido, Japón.

## Designación y nombre
Designado provisionalmente como 1996 QX1. 

## Características orbitales
(15871) 1996 QX1 está situado a una distancia media del Sol de 2,694 ua, pudiendo alejarse hasta 3,172 ua y acercarse hasta 2,215 ua. Su excentricidad es 0,178 y la inclinación orbital 12,157 grados. Emplea 1614,89 días en completar una órbita alrededor del Sol.
Pertenece a la familia de asteroides de (15) Eunomia

## Características físicas
La magnitud absoluta de (15871) 1996 QX1 es 13,38. Tiene 7,167 km de diámetro y su albedo se estima en 0,198.